# Großer Preis von Belgien 1989
Der Große Preis von Belgien 1989 (offiziell XLVII Grand Prix de Belgique) fand am 27. August auf dem Circuit de Spa-Francorchamps in der Nähe von Spa statt und war das elfte Rennen der Formel-1-Weltmeisterschaft 1989.

## Berichte

### Hintergrund
Parallel zu seinem Formel-1-Engagement, das sich vor dem Großen Preis von Frankreich relativ kurzfristig ergeben hatte, startete Jean Alesi in der Formel 3000. Da er in dieser Rennserie gute Chancen auf den Gewinn der Meisterschaft hatte, entschied er, sich für den Rest der Saison voll und ganz auf dieses Ziel zu konzentrieren und überließ seinen Platz bei Tyrrell dem zur Mitte der Saison bei Benetton entlassenen Johnny Herbert.
Pierre-Henri Raphanel, dem lediglich ein einziges Mal eine Qualifikation (beim Großen Preis von Monaco) geglückt war, wurde bei Coloni durch den Neuling Enrico Bertaggia ersetzt. Raphanel wurde daraufhin bei Rial Racing Nachfolger des ebenfalls erfolglosen Volker Weidler, der seine Formel-1-Karriere daraufhin beendete, ohne eine Qualifikation geschafft zu haben.
Mit Ayrton Senna, Alain Prost (jeweils zweimal), Nigel Mansell und Michele Alboreto (jeweils einmal) traten vier ehemalige Sieger zu diesem Grand Prix an.

### Training
Die beiden McLaren-Teamkollegen und Hauptkonkurrenten im Kampf um den Weltmeistertitel, Senna und Prost, qualifizierten sich für die erste Startreihe vor Ferrari-Pilot Gerhard Berger sowie den beiden Williams-Fahrern Thierry Boutsen und Riccardo Patrese. Bergers Teamkollege Mansell folgte auf dem sechsten Startplatz.
Die beiden Lotus-Piloten Nelson Piquet und Satoru Nakajima verfehlten die Qualifikation, was die sich stetig verschärfende Krise des britischen Traditionsteams verdeutlichte.
Da es während des ersten regulären Qualifikationstrainings am Freitag regnete, erzielten alle teilnehmenden Piloten ihre jeweiligen Rundenbestzeiten am Samstag.

### Rennen
Aufgrund von Regenschauern wurde der Start um rund eine halbe Stunde verschoben. Das Rennen fand dennoch bei regnerischen Bedingungen statt.

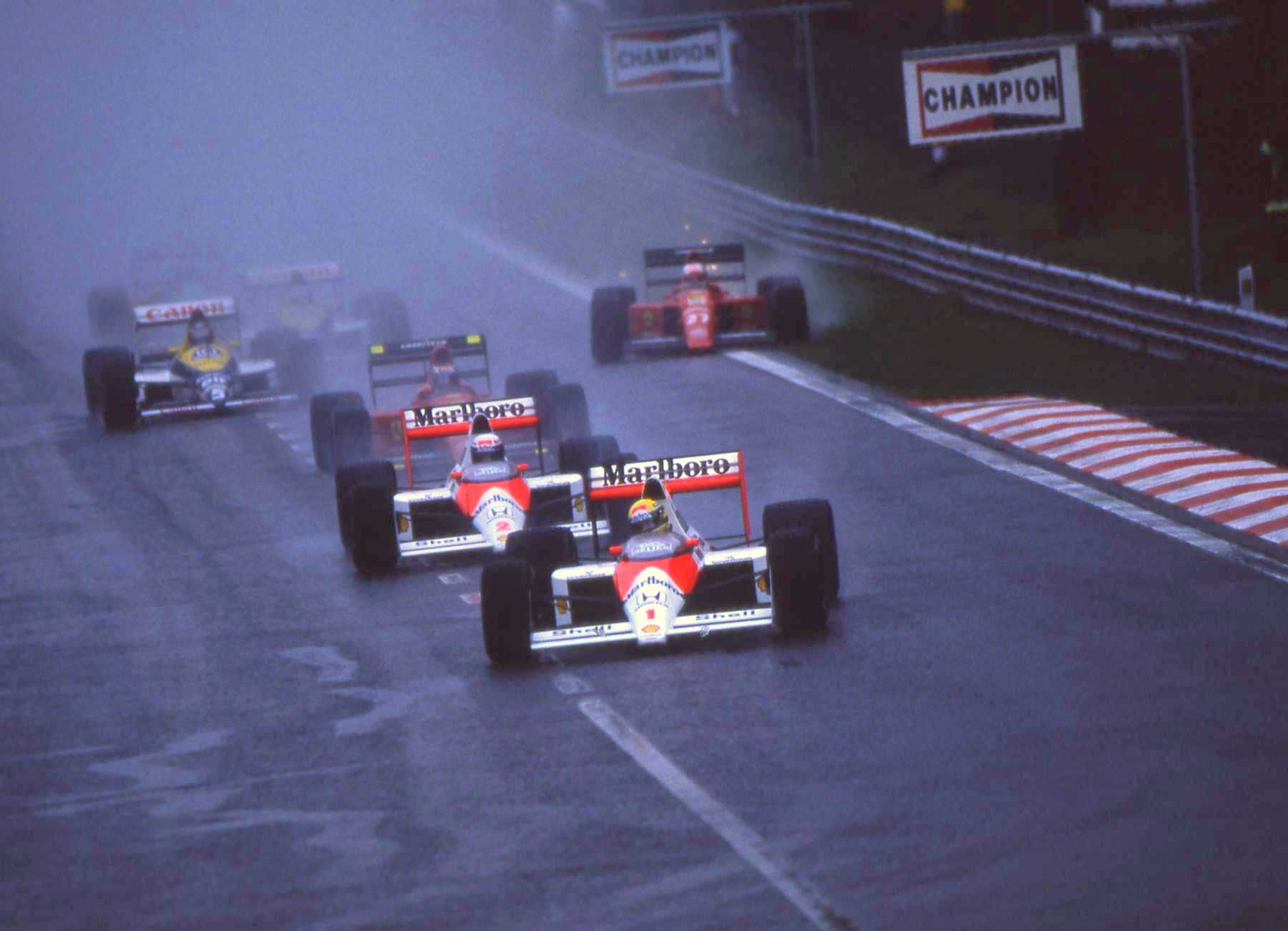
Ayrton Senna vor Alain Prost nach dem Rennstart.

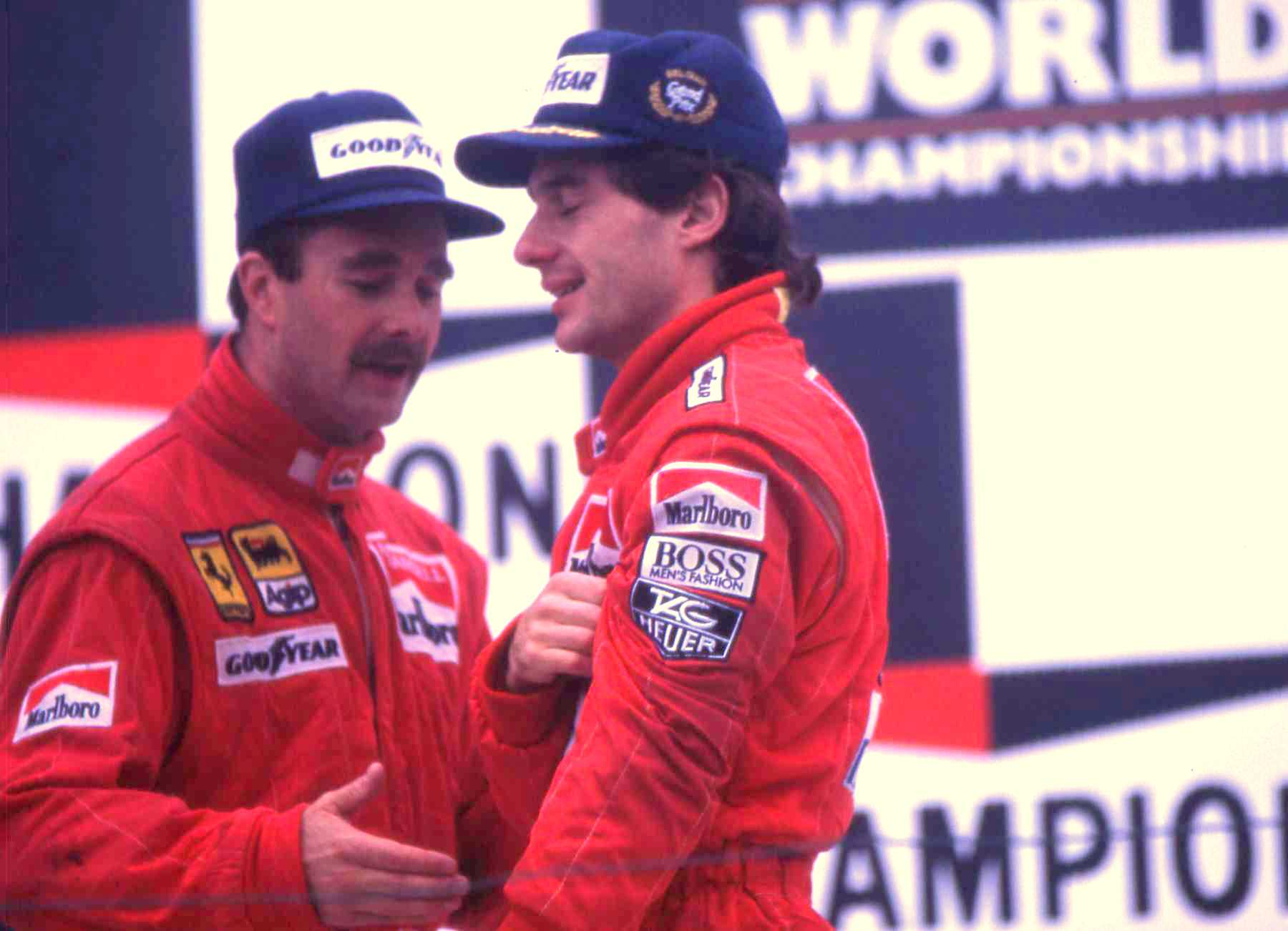
Senna und Nigel Mansell auf dem Podium

Senna ging vor Prost, Berger, Mansell, Boutsen und Patrese in Führung. Aufgrund von Aquaplaning rutschte Berger in der zehnten Runde ins Aus. Mansell, der bereits während der ersten Runde die beiden vor ihm gestarteten Williams überholt hatte, gelangte dadurch auf den dritten Rang. Auf den Podiumsrängen kam es daraufhin zu keinen weiteren Positionsverschiebungen. Boutsen beendete das Rennen als Vierter vor Alessandro Nannini und Derek Warwick.

## Meldeliste
| Team                            | Nr. | Fahrer                | Chassis         | Motor                    | Reifen |
| ------------------------------- | --- | --------------------- | --------------- | ------------------------ | ------ |
| Honda Marlboro McLaren          | 01  | Ayrton Senna          | McLaren MP4/5   | Honda RA109E 3.5 V10     | G      |
| Honda Marlboro McLaren          | 02  | Alain Prost           | McLaren MP4/5   | Honda RA109E 3.5 V10     | G      |
| Tyrrell Racing Organisation     | 03  | Jonathan Palmer       | Tyrrell 018     | Ford Cosworth DFR 3.5 V8 | G      |
| Tyrrell Racing Organisation     | 04  | Johnny Herbert        | Tyrrell 018     | Ford Cosworth DFR 3.5 V8 | G      |
| Canon Williams Team             | 05  | Thierry Boutsen       | Williams FW12C  | Renault RS1 3.5 V10      | G      |
| Canon Williams Team             | 06  | Riccardo Patrese      | Williams FW12C  | Renault RS1 3.5 V10      | G      |
| Motor Racing Developments       | 07  | Martin Brundle        | Brabham BT58    | Judd EV 3.5 V8           | P      |
| Motor Racing Developments       | 08  | Stefano Modena        | Brabham BT58    | Judd EV 3.5 V8           | P      |
| Arrows Grand Prix International | 09  | Derek Warwick         | Arrows A11      | Ford Cosworth DFR 3.5 V8 | G      |
| Arrows Grand Prix International | 10  | Eddie Cheever         | Arrows A11      | Ford Cosworth DFR 3.5 V8 | G      |
| Camel Team Lotus                | 11  | Nelson Piquet         | Lotus 101       | Judd CV 3.5 V8           | G      |
| Camel Team Lotus                | 12  | Satoru Nakajima       | Lotus 101       | Judd CV 3.5 V8           | G      |
| Leyton House March Racing Team  | 15  | Maurício Gugelmin     | March CG891     | Judd CV 3.5 V8           | G      |
| Leyton House March Racing Team  | 16  | Ivan Capelli          | March CG891     | Judd CV 3.5 V8           | G      |
| Osella Squadra Corse            | 17  | Nicola Larini         | Osella FA1M     | Ford Cosworth DFR 3.5 V8 | P      |
| Osella Squadra Corse            | 18  | Piercarlo Ghinzani    | Osella FA1M     | Ford Cosworth DFR 3.5 V8 | P      |
| Benetton Formula Ltd            | 19  | Alessandro Nannini    | Benetton B189   | Ford Cosworth DFR 3.5 V8 | G      |
| Benetton Formula Ltd            | 20  | Emanuele Pirro        | Benetton B189   | Ford Cosworth DFR 3.5 V8 | G      |
| BMS Scuderia Italia             | 21  | Alex Caffi            | Dallara BMS 189 | Ford Cosworth DFR 3.5 V8 | P      |
| BMS Scuderia Italia             | 22  | Andrea de Cesaris     | Dallara BMS 189 | Ford Cosworth DFR 3.5 V8 | P      |
| Minardi Team SpA                | 23  | Pierluigi Martini     | Minardi M189    | Ford Cosworth DFR 3.5 V8 | P      |
| Minardi Team SpA                | 24  | Luis Pérez-Sala       | Minardi M189    | Ford Cosworth DFR 3.5 V8 | P      |
| Ligier Loto                     | 25  | René Arnoux           | Ligier JS33     | Ford Cosworth DFR 3.5 V8 | G      |
| Ligier Loto                     | 26  | Olivier Grouillard    | Ligier JS33     | Ford Cosworth DFR 3.5 V8 | G      |
| Scuderia Ferrari SpA SEFAC      | 27  | Nigel Mansell         | Ferrari 640     | Ferrari 035/5 3.5 V12    | G      |
| Scuderia Ferrari SpA SEFAC      | 28  | Gerhard Berger        | Ferrari 640     | Ferrari 035/5 3.5 V12    | G      |
| Équipe Larrousse                | 29  | Michele Alboreto      | Lola LC89       | Lamborghini 3512 3.5 V12 | G      |
| Équipe Larrousse                | 30  | Philippe Alliot       | Lola LC89       | Lamborghini 3512 3.5 V12 | G      |
| Coloni SpA                      | 31  | Roberto Moreno        | Coloni FC189    | Ford Cosworth DFR 3.5 V8 | P      |
| Coloni SpA                      | 32  | Enrico Bertaggia      | Coloni FC189    | Ford Cosworth DFR 3.5 V8 | P      |
| EuroBrun Racing                 | 33  | Gregor Foitek         | EuroBrun ER188B | Judd CV 3.5 V8           | P      |
| West Zakspeed Racing            | 34  | Bernd Schneider       | Zakspeed 891    | Yamaha OX88 3.5 V8       | P      |
| West Zakspeed Racing            | 35  | Aguri Suzuki          | Zakspeed 891    | Yamaha OX88 3.5 V8       | P      |
| Moneytron Onyx Formula One      | 36  | Stefan Johansson      | Onyx ORE-1      | Ford Cosworth DFR 3.5 V8 | G      |
| Moneytron Onyx Formula One      | 37  | Bertrand Gachot       | Onyx ORE-1      | Ford Cosworth DFR 3.5 V8 | G      |
| Rial Racing                     | 38  | Christian Danner      | Rial ARC2       | Ford Cosworth DFR 3.5 V8 | G      |
| Rial Racing                     | 39  | Pierre-Henri Raphanel | Rial ARC2       | Ford Cosworth DFR 3.5 V8 | G      |
| AGS Racing                      | 40  | Gabriele Tarquini     | AGS JH24        | Ford Cosworth DFR 3.5 V8 | G      |
| AGS Racing                      | 41  | Yannick Dalmas        | AGS JH24        | Ford Cosworth DFR 3.5 V8 | G      |

## Klassifikationen

### Qualifying
| Pos. | Fahrer                | Konstrukteur     | Vorqualifikation | Vorqualifikation  | 1. Qualifikationstraining | 1. Qualifikationstraining | 2. Qualifikationstraining | 2. Qualifikationstraining | Start |
| Pos. | Fahrer                | Konstrukteur     | Zeit             | Ø-Geschwindigkeit | Zeit                      | Ø-Geschwindigkeit         | Zeit                      | Ø-Geschwindigkeit         | Start |
| ---- | --------------------- | ---------------- | ---------------- | ----------------- | ------------------------- | ------------------------- | ------------------------- | ------------------------- | ----- |
| 01   | Ayrton Senna          | McLaren-Honda    | –                | –                 | 2:11,171                  | 190,469 km/h              | 1:50,867                  | 225,351 km/h              | 01    |
| 02   | Alain Prost           | McLaren-Honda    | –                | –                 | 2:12,721                  | 188,245 km/h              | 1:51,463                  | 224,146 km/h              | 02    |
| 03   | Gerhard Berger        | Ferrari          | –                | –                 | 2:11,102                  | 190,569 km/h              | 1:52,391                  | 222,295 km/h              | 03    |
| 04   | Thierry Boutsen       | Williams-Renault | –                | –                 | 2:13,030                  | 187,807 km/h              | 1:52,786                  | 221,517 km/h              | 04    |
| 05   | Riccardo Patrese      | Williams-Renault | –                | –                 | 2:12,581                  | 188,443 km/h              | 1:52,875                  | 221,342 km/h              | 05    |
| 06   | Nigel Mansell         | Ferrari          | –                | –                 | 2:12,042                  | 189,213 km/h              | 1:52,898                  | 221,297 km/h              | 06    |
| 07   | Alessandro Nannini    | Benetton-Ford    | –                | –                 | 2:14,117                  | 186,285 km/h              | 1:55,075                  | 217,111 km/h              | 07    |
| 08   | Stefano Modena        | Brabham-Judd     | –                | –                 | 2:19,161                  | 179,533 km/h              | 1:55,642                  | 216,046 km/h              | 08    |
| 09   | Maurício Gugelmin     | March-Judd       | –                | –                 | 2:16,401                  | 183,166 km/h              | 1:55,729                  | 215,884 km/h              | 09    |
| 10   | Derek Warwick         | Arrows-Ford      | –                | –                 | 2:13,005                  | 187,843 km/h              | 1:55,864                  | 215,632 km/h              | 10    |
| 11   | Philippe Alliot       | Lola-Lamborghini | 1:57,748         | 212,182 km/h      | 2:14,357                  | 185,952 km/h              | 1:55,890                  | 215,584 km/h              | 11    |
| 12   | Alex Caffi            | Dallara-Ford     | –                | –                 | 2:17,604                  | 181,564 km/h              | 1:55,892                  | 215,580 km/h              | 12    |
| 13   | Emanuele Pirro        | Benetton-Ford    | –                | –                 | 2:15,068                  | 184,973 km/h              | 1:55,902                  | 215,561 km/h              | 13    |
| 14   | Pierluigi Martini     | Minardi-Ford     | –                | –                 | 2:15,515                  | 184,363 km/h              | 1:56,115                  | 215,166 km/h              | 14    |
| 15   | Stefan Johansson      | Onyx-Ford        | 1:56,279         | 214,863 km/h      | 2:17,329                  | 181,928 km/h              | 1:56,129                  | 215,140 km/h              | 15    |
| 16   | Johnny Herbert        | Tyrrell-Ford     | –                | –                 | 2:17,714                  | 181,419 km/h              | 1:56,248                  | 214,920 km/h              | 16    |
| 17   | René Arnoux           | Ligier-Ford      | –                | –                 | 2:14,344                  | 185,970 km/h              | 1:56,251                  | 214,914 km/h              | 17    |
| 18   | Andrea de Cesaris     | Dallara-Ford     | –                | –                 | 2:17,512                  | 181,686 km/h              | 1:56,257                  | 214,903 km/h              | 18    |
| 19   | Ivan Capelli          | March-Judd       | –                | –                 | 2:15,863                  | 183,891 km/h              | 1:56,291                  | 214,840 km/h              | 19    |
| 20   | Martin Brundle        | Brabham-Judd     | –                | –                 | 2:18,663                  | 180,178 km/h              | 1:56,327                  | 214,774 km/h              | 20    |
| 21   | Jonathan Palmer       | Tyrrell-Ford     | –                | –                 | 2:18,405                  | 180,514 km/h              | 1:56,600                  | 214,271 km/h              | 21    |
| 22   | Michele Alboreto      | Lola-Lamborghini | 1:57,509         | 212,614 km/h      | 2:17,240                  | 182,046 km/h              | 1:56,616                  | 214,242 km/h              | 22    |
| 23   | Bertrand Gachot       | Onyx-Ford        | 1:57,720         | 212,232 km/h      | 2:18,151                  | 180,846 km/h              | 1:56,716                  | 214,058 km/h              | 23    |
| 24   | Eddie Cheever         | Arrows-Ford      | –                | –                 | 2:14,641                  | 185,560 km/h              | 1:56,748                  | 213,999 km/h              | 24    |
| 25   | Luis Pérez-Sala       | Minardi-Ford     | –                | –                 | 2:18,907                  | 179,861 km/h              | 1:56,957                  | 213,617 km/h              | 25    |
| 26   | Olivier Grouillard    | Ligier-Ford      | –                | –                 | 2:18,175                  | 180,814 km/h              | 1:57,027                  | 213,489 km/h              | 26    |
| DNQ  | Satoru Nakajima       | Lotus-Judd       | –                | –                 | 2:13,677                  | 186,898 km/h              | 1:57,251                  | 213,081 km/h              | –     |
| DNQ  | Nelson Piquet         | Lotus-Judd       | –                | –                 | 2:14,358                  | 185,951 km/h              | 1:57,771                  | 212,141 km/h              | –     |
| DNQ  | Christian Danner      | Rial-Ford        | –                | –                 | 2:20,503                  | 177,818 km/h              | 2:00,247                  | 207,772 km/h              | –     |
| DNQ  | Pierre-Henri Raphanel | Rial-Ford        | –                | –                 | 2:21,180                  | 176,966 km/h              | 2:02,937                  | 203,226 km/h              | –     |
| DNPQ | Nicola Larini         | Osella-Ford      | 1:58,065         | 211,612 km/h      | –                         | –                         | –                         | –                         | –     |
| DNPQ | Piercarlo Ghinzani    | Osella-Ford      | 1:58,209         | 211,354 km/h      | –                         | –                         | –                         | –                         | –     |
| DNPQ | Roberto Moreno        | Coloni-Ford      | 1:58,650         | 210,569 km/h      | –                         | –                         | –                         | –                         | –     |
| DNPQ | Gabriele Tarquini     | AGS-Ford         | 1:59,432         | 209,190 km/h      | –                         | –                         | –                         | –                         | –     |
| DNPQ | Bernd Schneider       | Zakspeed-Yamaha  | 2:00,713         | 206,970 km/h      | –                         | –                         | –                         | –                         | –     |
| DNPQ | Aguri Suzuki          | Zakspeed-Yamaha  | 2:00,757         | 206,895 km/h      | –                         | –                         | –                         | –                         | –     |
| DNPQ | Yannick Dalmas        | AGS-Ford         | 2:02,205         | 204,443 km/h      | –                         | –                         | –                         | –                         | –     |
| DNPQ | Gregor Foitek         | EuroBrun-Judd    | 2:02,767         | 203,507 km/h      | –                         | –                         | –                         | –                         | –     |
| DNPQ | Enrico Bertaggia      | Coloni-Ford      | 2:21,709         | 176,305 km/h      | –                         | –                         | –                         | –                         | –     |

### Rennen
| Pos. | Fahrer             | Konstrukteur     | Runden | Stopps | Zeit        | Start | Schnellste Runde |
| ---- | ------------------ | ---------------- | ------ | ------ | ----------- | ----- | ---------------- |
| 01   | Ayrton Senna       | McLaren-Honda    | 44     | 0      | 1:40:54,196 | 01    | 2:12,890         |
| 02   | Alain Prost        | McLaren-Honda    | 44     | 0      | + 1,304     | 02    | 2:11,571         |
| 03   | Nigel Mansell      | Ferrari          | 44     | 0      | + 1,824     | 06    | 2:11,736         |
| 04   | Thierry Boutsen    | Williams-Renault | 44     | 0      | + 54,418    | 04    | 2:13,842         |
| 05   | Alessandro Nannini | Benetton-Ford    | 44     | 0      | + 1:08,805  | 07    | 2:14,399         |
| 06   | Derek Warwick      | Arrows-Ford      | 44     | 0      | + 1:18,316  | 10    | 2:14,106         |
| 07   | Maurício Gugelmin  | March-Judd       | 43     | 0      | + 1 Runde   | 09    | 2:17,411         |
| 08   | Stefan Johansson   | Onyx-Ford        | 43     | 0      | + 1 Runde   | 15    | 2:17,294         |
| 09   | Pierluigi Martini  | Minardi-Ford     | 43     | 0      | + 1 Runde   | 14    | 2:12,101         |
| 10   | Emanuele Pirro     | Benetton-Ford    | 43     | 0      | + 1 Runde   | 13    | 2:15,868         |
| 11   | Andrea de Cesaris  | Dallara-Ford     | 43     | 0      | + 1 Runde   | 18    | 2:13,176         |
| 12   | Ivan Capelli       | March-Judd       | 43     | 0      | + 1 Runde   | 19    | 2:15,701         |
| 13   | Olivier Grouillard | Ligier-Ford      | 43     | 0      | + 1 Runde   | 26    | 2:17,253         |
| 14   | Jonathan Palmer    | Tyrrell-Ford     | 42     | 0      | + 2 Runden  | 21    | 2:19,772         |
| 15   | Luis Pérez-Sala    | Minardi-Ford     | 42     | 0      | + 2 Runden  | 25    | 2:22,222         |
| 16   | Philippe Alliot    | Lola-Lamborghini | 39     | 0      | DNF         | 11    | 2:14,675         |
| –    | Eddie Cheever      | Arrows-Ford      | 38     | 0      | DNF         | 24    | 2:16,727         |
| –    | Bertrand Gachot    | Onyx-Ford        | 21     | 0      | DNF         | 23    | 2:19,405         |
| –    | Riccardo Patrese   | Williams-Renault | 20     | 0      | DNF         | 05    | 2:18,273         |
| –    | Michele Alboreto   | Lola-Lamborghini | 19     | 0      | DNF         | 22    | 2:21,323         |
| –    | Alex Caffi         | Dallara-Ford     | 13     | 0      | DNF         | 12    | 2:22,790         |
| –    | Martin Brundle     | Brabham-Judd     | 12     | 0      | DNF         | 20    | 2:27,325         |
| –    | Gerhard Berger     | Ferrari          | 9      | 0      | DNF         | 03    | 2:18,865         |
| –    | Stefano Modena     | Brabham-Judd     | 9      | 0      | DNF         | 08    | 2:31,976         |
| –    | René Arnoux        | Ligier-Ford      | 4      | 0      | DNF         | 17    | 2:26,022         |
| –    | Johnny Herbert     | Tyrrell-Ford     | 3      | 0      | DNF         | 16    | 2:26,020         |

## WM-Stände nach dem Rennen
Die ersten sechs des Rennens bekamen 9, 6, 4, 3, 2 bzw. 1 Punkt(e). In der Fahrerwertung wurden die besten elf Resultate, in der Konstrukteurswertung alle Resultate gewertet.

### Fahrerwertung
| Pos. | Fahrer             | Konstrukteur                    | Punkte |
| ---- | ------------------ | ------------------------------- | ------ |
| 01   | Alain Prost        | McLaren-Honda                   | 62     |
| 02   | Ayrton Senna       | McLaren-Honda                   | 51     |
| 03   | Nigel Mansell      | Ferrari                         | 38     |
| 04   | Riccardo Patrese   | Williams-Renault                | 25     |
| 05   | Thierry Boutsen    | Williams-Renault                | 20     |
| 06   | Alessandro Nannini | Benetton-Ford                   | 14     |
| 07   | Nelson Piquet      | Lotus-Judd                      | 9      |
| 08   | Eddie Cheever      | Arrows-Ford                     | 6      |
| 09   | Michele Alboreto   | Tyrrell-Ford / Lola-Lamborghini | 6      |
| 10   | Derek Warwick      | Arrows-Ford                     | 6      |
| 11   | Johnny Herbert     | Benetton-Ford / Tyrrell-Ford    | 5      |
| 12   | Andrea de Cesaris  | Dallara-Ford                    | 4      |
| 13   | Alex Caffi         | Dallara-Ford                    | 4      |
| 14   | Stefano Modena     | Brabham-Judd                    | 4      |
| 15   | Maurício Gugelmin  | March-Judd                      | 4      |
| 16   | Christian Danner   | Rial-Ford                       | 3      |
| 17   | Jean Alesi         | Tyrrell-Ford                    | 3      |
| 18   | René Arnoux        | Ligier-Ford                     | 2      |
| 19   | Stefan Johansson   | Onyx-Ford                       | 2      |
| 20   | Pierluigi Martini  | Minardi-Ford                    | 2      |

| Pos. | Fahrer                | Konstrukteur     | Punkte |
| ---- | --------------------- | ---------------- | ------ |
| 21   | Jonathan Palmer       | Tyrrell-Ford     | 1      |
| 22   | Martin Brundle        | Brabham-Judd     | 1      |
| 23   | Gabriele Tarquini     | AGS-Ford         | 1      |
| 24   | Luis Pérez-Sala       | Minardi-Ford     | 1      |
| 25   | Olivier Grouillard    | Ligier-Ford      | 1      |
| 26   | Satoru Nakajima       | Lotus-Judd       | 0      |
| 27   | Emanuele Pirro        | Benetton-Ford    | 0      |
| 28   | Ivan Capelli          | March-Judd       | 0      |
| 29   | Éric Bernard          | Lola-Lamborghini | 0      |
| 30   | Philippe Alliot       | Lola-Lamborghini | 0      |
| 31   | Bertrand Gachot       | Onyx-Ford        | 0      |
| 32   | Nicola Larini         | Osella-Ford      | 0      |
| 33   | Martin Donnelly       | Arrows-Ford      | 0      |
| –    | Roberto Moreno        | Coloni-Ford      | 0      |
| –    | Gerhard Berger        | Ferrari          | 0      |
| –    | Bernd Schneider       | Zakspeed-Yamaha  | 0      |
| –    | Pierre-Henri Raphanel | Coloni-Ford      | 0      |
| –    | Yannick Dalmas        | Lola-Lamborghini | 0      |
| –    | Piercarlo Ghinzani    | Osella-Ford      | 0      |

### Konstrukteurswertung
| Pos. | Konstrukteur     | Punkte |
| ---- | ---------------- | ------ |
| 01   | McLaren-Honda    | 113    |
| 02   | Williams-Renault | 45     |
| 03   | Ferrari          | 38     |
| 04   | Benetton-Ford    | 19     |
| 05   | Arrows-Ford      | 12     |
| 06   | Tyrrell-Ford     | 10     |
| 07   | Lotus-Judd       | 9      |
| 08   | Dallara-Ford     | 8      |
| 09   | Brabham-Judd     | 5      |
| 10   | March-Judd       | 4      |

| Pos. | Konstrukteur     | Punkte |
| ---- | ---------------- | ------ |
| 11   | Ligier-Ford      | 3      |
| 12   | Minardi-Ford     | 3      |
| 13   | Rial-Ford        | 3      |
| 14   | Onyx-Ford        | 2      |
| 15   | AGS-Ford         | 1      |
| 16   | Lola-Lamborghini | 0      |
| 17   | Osella-Ford      | 0      |
| –    | Coloni-Ford      | 0      |
| –    | Zakspeed-Yamaha  | 0      |